# Viță de vie
Vița de vie (Vitis vinifera) este o specie  de plante din genul Vitis, familia Vitaceae, originare din regiunea mediteraneană, Europa Centrală și sud-vestul Asiei, din Maroc și Spania până în sudul Germaniei în nord și în est până în nordul Iranului.
Vița de vie este o liană care poate atinge o lungime de 35 m. Frunzele alternează, sunt lobate palmat și au o lungime și lărgime de 5–20 cm. Fructul este o bacă, boabele respective dezvoltându-se într-un ciorchine cunoscut sub numele de strugure. Boabele, la specia sălbatică, au un diametru de circa 6 mm, iar când se coc dobândesc o culoare purpurie închis spre negru; la speciile cultivate, de regulă, boabele sunt mult mai mari, de până la 30 mm lungime și pot avea diverse culori: albe, alb-gălbui, alb-verzui, roșii sau purpurii. Specia sălbatică crește de obicei în păduri umede și pe malurile apelor curgătoare.
Strugurele sălbatic este deseori clasificat ca V. vinifera, subspecia silvestris (în unele clasificări considerat Vitis silvestris), cu V. vinifera, subspecia vinifera restricționată la formele cultivate. Vița-de-vie cultivată are flori hermafrodite, dar subspecia silvestris este dioecică (are flori masculine și feminine pe plante separate) și pentru ca fructul să se dezvolte este necesară polenizarea.

## Istorie
Strugurii sălbatici au fost recoltați de cultivatori și fermierii timpurii. De mii de ani, fructul este cules atât pentru proprietățile sale medicinale, cât și pentru cele nutriționale, istoria lui fiind strâns legată de cea a vinului.
Schimbări în conformația sâmburilor (mai mici la formele cultivate) și distribuții ale semințelor sălbatice cultivatorilor, au avut loc între cca 3500-3000 î. Hr., în sud-vestul Asiei sau în sudul Transcaucaziei (Armenia și Georgia). Cultivarea strugurilor s-a răspândit și în alte părți ale lumii, în perioada preistorică sau în antichitate.
Strugurii au fost transportați în coloniile europene din întreaga lume, ajungând în America de Nord în jurul anului 1600 și apoi în Africa, America de Sud și Australia. În America de Nord, strugurii au format hibride cu o specie de Vitis, gen originar din regiune; unele hibride fiind create intenționat pentru a combate Phylloxera, o pestă cauzată de o insectă, care a afectat vița-de-vie europeană cu mult mai mult decât pe cea nord-americană, reușind să devasteze producția europeană de vin în câțiva ani. Mai târziu rădăcinile nord-americane au fost folosite în întreaga lume pentru a altoi V. vinifera, astfel încât aceasta să reziste în fața Phylloxerei.
În America de Nord creșterea Vitis viniferei a fost limitată la regiunea cu climă temperată de pe Coasta de vest a Statelor Unite, în New Mexico și California. Însă, datorită unor cercetări întreprinse de Konstantin Frank, Vitis vinifera este cultivată acum și în regiunile cu un climat mai aspru ca New York și sudul provinciei canadiene Ontario.  Munca Dr. Helmut Becker din anii '80 a adus  Vitis vinifera și în Valea Okanagan din British Columbia.
În martie 2007, cercetători australieni de la CSIRO, lucrând în Centrul cooperativ de cercetare pentru viticultură au descoperit că "mutații independente și extrem de rare din două gene [VvMYBA1 și VvMYBA2] [din struguri roșii] produc o singură viță-de-vie albă, care este părintele aproape tuturor varietăților de struguri albi din lume. Dacă numai o singură genă ar fi suferit mutații, majoritatea strugurilor ar fi rămas roșii și astăzi nu am avea mai mult de 3000 de cultivatori disponibili, de struguri albi."

## Utilizare

Strugure

Folosirea strugurilor datează din neolitic, fapt demonstrat, de descoperirea unui depozit improvizat de vin, vechi de 7,000 de ani pe teritoriul actual al Georgiei, în 1996. Alte dovezi au arătat că mesopotamienii și vechii egipteni aveau plantații de vin și dețineau măiestria necesară fabricării vinului. Filozofii greci preamăreau puterea vindecătoare a strugurilor, atât ca întreg cât și sub formă de vin. Cultivarea Vitis viniferei, ca și producția vinului, au început în China în timpul dinastiei Han, în secolul al II-lea î.Hr., odată cu importarea speciei din Ta-Yuan. Totuși, după alți autori, vița de vie sălbatică, crescută la munte ca Vitis thunbergii, a fost folosită pentru producerea vinului înainte de secolul al II-lea î.Hr.
Seva viței de vie a fost folosită de vindecătorii tradiționali europeni pentru tratarea bolilor de piele și de ochi. Alte utilizări includ folosirea frunzelor pentru oprirea sângerării, dureri și inflamații ale hemoroizilor. De asemenea, pentru tratarea durerilor de gât au fost folosiți strugurii necopți, iar stafidele au fost folosite pentru tratarea  tuberculozei, constipației și setei. În tratamentul cancerului, holerei, variolei, amețelilor, infecțiilor de piele și ochi, bolilor de rinichi și ficat au fost folosiți struguri necopți. Arhivat în 31 august 2011, la Wayback Machine. Au fost dezvoltate și varietăți de struguri fără sâmburi, pentru a atrage consumatorii, însă cercetări recente au arătat că multe dintre proprietățile vindecătoare ale strugurilor provin chiar de la sâmburi.
Frunzele viței de vie sunt folosite umplute cu carne tocată, orez și ceapă la prepararea mâncării tradițional-balcanice dolma, precum și a sarmalelor românești.
Un nou studiu a arătat că consumul de struguri ar putea crește protecția naturală a pielii împotriva razelor ultraviolete de tip UV-A ale soarelui cu 74,8%.

## Categorii de viță de vie
În prezent, soiurile de viță de vie se împart în două mari categorii:
- vițe portaltoi (folosite pentru producerea de coarde), constituite din specii de proveniență americană (Vitis riparia, Vitis berlandieri, Vitis rupestris etc) sau hibrizi între acestea ori cu soiuri din Vitis vinifera;
- vițe roditoare (folosite prioritar pentru producția de struguri), constituite fie din soiuri nobile (europene) provenite doar din Vitis vinifera, fie din soiuri de proveniență americană (îndeosebi vechii hibrizi direct producători), fie din aceste soiuri încrucișate cu unele provenind din Vitis vinifera.

Vițele roditoare  se împart în 3 grupe:
- soiuri nobile (europene) provenite exclusiv din Vitis vinifera. Se pot cultiva sub formă de vițe nealtoite fie pe soluri nisipoase, fie în golurile din plantațiile care urmează a fi defrișate în maximum 10 ani. De asemenea, se pot cultiva pe orice tip de sol sub formă de vițe altoite pe portaltoi rezistenți la atacul filoxerei.
- hibrizi direct producători (HDP), proveniți din specii americane încrucișate între ele, apoi dintre acestea încrucișate cu soiuri din Vitis vinifera.
- soiuri rezistente , rezultate din încrucișări multiple ale unor HDP cu soiuri provenite din Vitis vinifera rezultând soiuri care se apropie până la identificare de soiurile nobile, dar având genele de rezistență provenite de la soiurile de proveniență americană.

Hibrizii direct producători se împart în funcție de generație:
- hibrizi vechi americani (prima generație) este reprezentată de soiurile aduse de pe continentul american, cele mai multe fiind create dinainte de invazia filoxerei în Europa. Cele mai răspândite soiuri din această generație sunt Noah, Othello, Isabelle, Lidia, Jacquez, Delaware, Clinton.
- hibrizi euro x americani (a doua generație) este rezultatul încrucișării între HPD din prima generație sau și a altor specii, cu vițe nobile. Cei mai cunoscuți în România sunt: Baco noir, Marechal Foch, Leon Millot, Ferdinad, Lesseps, Seibel 1000, Seibel 1, Flot d'or, Rayon d'or, Plantet, Terras 20.

## Soiuri de viță de vie
În spațiul românesc s-au dezvoltat soiuri locale de viță de vie dintre care cele mai reprezentative sunt:
- Soiuri albe: Fetească albă, Fetească regală, Tămâioasă românească, Galbenă de Odobești, Mustoasă de Măderat, Iordană, Creață, Grasă de Cotnari, Zghihară.
- Soiuri roșii: Roșioară, Băbească neagră, Fetească neagră, Cadarcă.

## Vitis vinifera- Soiuri de struguri

#### Struguri roșii
| - Acolon - Abouriou - Agiorgitiko - Aglianico - Aleatico - Alexandrouli - Alfrocheiro Preto - Alicante Bouschet - Alvarelhão - Ancellotta - Aragónez - Aramon - Aspiran - Aubun - Băbească Neagră - Baga - Barbarossa - Barbera - Bastardo/ Trousseau - Black Muscat - Blatina - Blauburger - Blauer Portugieser / Kékoportó / Portugais - Blaufränkisch / Lemberger / Kékfrankos / Gamé - Bobal - Bogazkere - Bonarda - Bondola - Bovale Sardo - Borgonja Crna - Brachetto sau Braquet - Bual / Boal - Cabernet Franc - Cabernet Sauvignon - Cabernet Severny - Cadarcă - Caladoc - Calitor - Canaiolo - Carignan / Carignane / Cariñena / Carignano /Mazuelo - Carménère - Carnelian - Castelão / Periquita - Castiglione - Cesanese - Cesar - Charbono - Cienna - Ciliegiolo - Cinsaut / Cinsault/ Ottavianello - Colorino - Complexa - Corvina / Corvinone - Counoise - Croatina - Darkenuša - Dobričić - Dolcetto - Domina - Dornfelder - Dunkelfelder - Duras - Durif / Petite Syrah - Espadeiro - Fer - Fetească Neagră - Frappato - Freisa - Frühroter Veltliner | - Gaglioppo - Gamay / Gamay Noir - Garnatxa / Grenache / Garnacha / Cannonau - Garrut - Graciano/ Moristel - Greco Nero - Grignolino - Gropello - Grolleau / Groslot - Helfensteiner - Heroldrebe - Hondarrabi Beltza - Jurancon noir - Kalecik Karasi - Kotsifali - Kratosija - Lagrein - Lambrusco - Limnio - Magaratch Ruby - Magliocco - Malbec / Auxerrois - Malvasia di Schierano - Malvasia Nera - Mammolo - Mandelaria - Mandolari - Maratheftiko - Marsigliana - Marzemino - Mavro - Mavrodafni/ Mavrodaphne - Mavrud - Mayorquin - Mencia/ Jaen - Merlot - Millot - Mission - Molinara - Mondeuse - Monica - Montepulciano - Moreto - Mourisco Tinto - Mourvèdre / Monastrell / Mataro - Mujuretuli - Muscardin - Nebbiolo - Negoska - Négrette - Negroamaro - Negru de Drăgășani - Nero d'Avola - Nerello Cappuccio - Nerello Mascalese - Nielluccio - Nocera - Nielluccio - Okuzgozu - Ojaleshi - Oseleta - Pais - Pamid | - Perricone - Petit Rouge - Petit Verdot - Piedirosso - Pignerol - Pignolo - Pineau d'Aunis - Pinot Meunier / Schwarzriesling / Müllerebe - Pinot Noir / Spätburgunder / Blauburgunder / Pinot Nero - Pinotage - Plavac Mali - Portan - Poulsard/ Plousard - Prieto Picudo - Prokupac - Raboso - Ramisco - Refosco / Refošk - Roesler - Rondinella - Rossese - Rossola Nera - Rotberger - Rouchet/ Ruché - Rubired - Ruby Cabernet - Rufete / Tinta Pinheira / Tinta Carvalha / Rufeta - Sagrantino - Sangiovese / Brunello - Saperavi - Schiava / Trollinger - Schioppettino - Schönburger - Sciacarello - Segalin - Shiraz / Syrah - Shiroka Melnishka Losa / Melnik - Sousão - St. Laurent - Taminga - Tannat - Tarrango - Tempranillo / Tinta Roriz / Ull de Llebre / Cencibel / Tinta del Pais - Teroldego - Terret Noir - Tibouren - Tinta Amarela - Tinta Barroca - Tinta Caiada - Tinta Francisca - Tinta Miuda - Tinta Negra Mole / Preto Martinho - Tinto Cão - Touriga Franca / Touriga Francesa - Touriga Nacional / Azal Espanhol / Preto de Mortágua - Troia / Uva di Troia - Trousseau - Uva Rara - Uva di Troia - Vaccarese - Valdiguié - Vespolina - Vranac - Wildbacher/Blauer Wildbacher - Xynomavro - Zinfandel / Crljenak Kaštelanski / Primitivo - Zweigelt / Zweigeltrebe / Rotburger |

#### Struguri albi
| - Aidani - Airén / Valdepeñas - Alarije - Albalonga - Albana - Albariño / Alvarinho = Cainho Branco - Albarola - Albillo - Aligoté - Altesse - Amigne - Ansonica - Antao Vaz - Arbois - Arinto - Arneis - Arnsburger - Arrufiac - Arvine - Assario branco - Assyrtiko - Athiri - Auxerrois Blanc - Avesso - Azal - Barcelos - Bacchus - Baiyu - Baroque - Biancone - Bical - Blanc de Morgex - Bogdanuša - Bombino Bianco - Borrado das Moscas - Bourboulenc - Bouvier - Bual - Bukettraube - Burger = Monbadon - Carignan blanc - Catarratto - Cayetana - Cereza - Chardonnay - Chasan - Chasselas = Fendant = Gutedel—cel mai vechi soi de strugure cunoscut - Chenin Blanc = Pineau de la Loire - Clairette - Colombard - Completer - Cortese - Courbu = Xuri Zerratua = Bordelesa Zuri - Criolla Grande - Crouchen = Clare Riesling = Cape Riesling - Cygne blanc - Cserszegi Fűszeres - Debina - Dimiat - Dinka - Dona blanca - Doradillo - Drupeggio - Ehrenfelser - Elbling - Emerald Riesling - Emir Karasi - Encruzado - Erbaluce - Ezerjó - Faber / Faberrebe - Favorita - Falanghina - Fernao Pires - Ferral - Fetească Albă / Fetiaska = Leànyka - Fetească Regală - Fiano - Fie - Flora - Folle Blanche = Gros Plant = Piquepoult - Francusa - Freisamer - Friulano (ex Tocai Friulano) - Fromenteau - Frontignan - Furmint = Mosler = Sipon - Garganega Bianca - Garnacha blanca - Gellewza | - Gewürztraminer = Tramini - Gloria - Godello - Goldburger - Goldriesling - Gouais blanc - Grasă de Cotnari - Grecanico - Grechetto - Greco - Greco Bianco - Green Hungarian - Grenache Blanc - Grenache Gris - Grignolino - Grillo - Grasa - Grk - Grolleau gris - Gros Manseng - Grüner Veltliner - Guardavalle - Guarnaccia Bianca - Gutenborner - Hárslevelű - Hondarribi Zuri - Humagne - Huxelrebe = Weisser Gutedel = Courtillier Musqué - Incrocio Manzoni - Inzolia - Irsai Oliver - Izsáki Sarfehér - Jacquère - Jaen blanca - Juhfark - Keknyelu - Kerner - Knipperle = Klein Rauschling - Krstač - Ladikino - Len de l'El - Loureira - Macabeo / Macabeu = Alcañón = Viura - Madeleine Angevine - Malagousia - Malvar - Malvasia, include câteva sub-specii - Malvoisie - Mantonico Bianco - Petit Manseng = Izkiriota Ttipi - Gros Manseng = Izkiriota Handi - Maria Gomes = Fernão Pires - Marsanne - Mauzac - Melon de Bourgogne = Muscadet de Bourgogne - Merseguera = Escanyavella - Misket - Molette - Morio-Muskat - Moschofilero - Mtsvane - Müller-Thurgau = Rivaner - Muscadelle - Muscadet de Bourgogne / Melon de Bourgogne - Muscat / Moscato - Muscat de Alexandria = Moscatell / Moscatel de Málaga, de Setúbal - Muscat Blanc = Muscat Frontignan = Muskateller = Moscatel Branco - Muscadelle (Tokay în Australia) - Muscat Ottonel - Neuburger - Nosiola - Nuragus - Ondenc - Optima - Oremus - Ortega - Ortrugo - Oz - Parč - Palomino / Palomino Fino - Pardillo - Parellada - Pecorello - Pecorino | - Petite Arvine - Pedro Gimenez - Pedro Ximénez/ PX / Alamís - Perle - Petit Courbu - Petit Meslier - Picolit - Picpoul - Pigato - Pinot Blanc / Pinot Bianco = Klevner = Weissburgunder - Pinot Grigio / Pinot Gris - Pinot Jaune - variante: Szürkebarát - Plavai - Prosecco - Rabigato - Rabo de Ovelha - Rauschling - Regner - Reichensteiner - Rhoditis / Roditis - Ribolla / Robola - Riesling = Johannisberg Riesling = Rheinriesling = Klingelberger - Rieslaner - Rkatsiteli - Roditis - Rolle - Romorantin - Roter Veltliner - Rotgipfler - Roupeiro - Roussanne - Roussette - Sacy - Sarfeher - Sauvignon Blanc - variante: Sauvignon Gris - Sauvignon Vert, alt nume pentru Muscadelle - Savagnin / Savagnin Blanc - variante: Traminer = Klevener de Heiligenstein = Savagnin Rosé - Savatiano - Scheurebe - Schönburger - Sémillon - Septiner - Sercial / Cerceal - Sereksia - Siegerrebe - Silvaner / Sylvaner = Österreicher - Smederevka - Spätrot = Zierfandler - Sultana - Symphony - Tamîioasa - Terrantez - Terret gris - Torrontés - Tourbat - Trebbiano = Ugni Blanc - Treixadura / Trajadura - Tresallier - Trousseau Gris = Grey Riesling - Verdelho = Gouveio = Godello - Verdiso / Verdia - Verdicchio - Verdejo - Verduzzo - Verduzzo Trevigiano - Vermentino = Rolle - Vernaccia - Vespaiola - Vilana - Vinhao - Viognier - Viosinho - Vitovska - Viura / Macabeo / Macabeu /Alcañón = - Welschriesling = Riesling Italico = Olaszrizling = Lazki Rizling - Würzer - Xarel·lo / Xarello - Xynisteri - Zalema - Zéta - Zeusz - Zierfandler - Zilvaka |